# Фукуока

Фукуо́ка (яп. 福岡市, ふくおかし, МФА: [ɸu̥kuoka ɕi̥]?) — місто в Японії, в префектурі Фукуока.  Входить до списку міст державного значення Японії. Адміністративний центр префектури.  Отримало статус міста 1889 року. Площа становить 341,32 км². Станом на 1 липня 2012 року населення складало 1 489 753  осіб, густота населення — 4360 осіб/км².     Найбільше місто регіону Кюшю.

## Загальні відомості
Фукуока — найбільше місто острова Кюсю і одне з центральних міст Японського архіпелагу. Вигідне розташування на берегах Японського моря і близькість до Корейського півострова та материкового Китаю обумовили характер цього міжнародного мегаполісу, важливого транспортного і торговельного центру. У середньовіччі місто було відоме під іменем Хаката і відігравало роль японського «вікна в Азію».
Основу економіки Фукуоки становлять комерція, міжнародна оптова торгівля і сфера послуг. Розвинені також галузі харчової і машинобудівної промисловості, виробництва електротоварів, комп'ютерів і комунікаційного обладнання. У Фукуоці діють міжнародний аеропорт, залізнична станція швидкісного потягу сінкансен та звичайних потягів. У місті сходяться всі центральні автостради, які перетинають острів Кюсю.
Фукуока має велику кількість цінних історичних пам'яток, серед яких переважають буддистські храми і синтоїстські святилища: Сьофукудзі, Софукудзі, Святилище Хакодзакі, Святилище Касії та інші. На території міста розташовані Університет Кюсю, Фукуоцький музей, численні бібліотеки та парки. Кулінарна візитівка Фукуоки — традиційна страва ментайко, маринована ікра тріскових риб.

## Географія
Фукуока розташована у центрі однойменної рівнини на узбережжі затоки Хаката Японського моря. Територією рівнини протікають численні річки середньої і малої ширини: Татара, Мікаса, Нака, Хіної, Муромі та інші. На сході затоки лежить коса Умінонакаміті, а на заході є піщані пляжі та штучні рекультивовані землі.
Площа Фукуоки становить близько 341,11 км².
Зі сходу на південь територією Фукуоки тягнуться гори й пагорби Сефурі та Сангун. Їхня найвища точка — гора Сефурі заввишки 1055 м. Вона лежить на кордоні з префектурою Саґа.

### Клімат
Фукуока належить до вологого субтропічного кліматичного поясу. Під впливом північно-західних вітрів у місті переважає хмарна погода. Середньомісячна температура за 1981–2010 роки становить 17,0 °C тепла, а кількість опадів — близько 1612 мм. Через постійний ріст населення у місті відчувається нестача води.[джерело?]
| Клімат м. Фукуока (1981—2010)                            | Клімат м. Фукуока (1981—2010) | Клімат м. Фукуока (1981—2010) | Клімат м. Фукуока (1981—2010) | Клімат м. Фукуока (1981—2010) | Клімат м. Фукуока (1981—2010) | Клімат м. Фукуока (1981—2010) | Клімат м. Фукуока (1981—2010) | Клімат м. Фукуока (1981—2010) | Клімат м. Фукуока (1981—2010) | Клімат м. Фукуока (1981—2010) | Клімат м. Фукуока (1981—2010) | Клімат м. Фукуока (1981—2010) | Клімат м. Фукуока (1981—2010) |
| Показник                                                 | Січ.                          | Лют.                          | Бер.                          | Квіт.                         | Трав.                         | Черв.                         | Лип.                          | Серп.                         | Вер.                          | Жовт.                         | Лист.                         | Груд.                         | Рік                           |
| Абсолютний максимум, °C                                  | 21,5                          | 24,3                          | 26,3                          | 30,1                          | 32,3                          | 37,3                          | 38,3                          | 38,1                          | 36,5                          | 33,3                          | 28,2                          | 23,5                          | 38,3                          |
| Середній максимум, °C                                    | 9,9                           | 11,1                          | 14,4                          | 19,5                          | 23,7                          | 26,9                          | 30,9                          | 32,1                          | 28,3                          | 23,4                          | 17,8                          | 12,6                          | 20,9                          |
| Середня температура, °C                                  | 6,6                           | 7,4                           | 10,4                          | 15,1                          | 19,4                          | 23,0                          | 27,2                          | 28,1                          | 24,4                          | 19,2                          | 13,8                          | 8,9                           | 17,0                          |
| Середній мінімум, °C                                     | 3,5                           | 4,1                           | 6,7                           | 11,2                          | 15,6                          | 19,9                          | 24,3                          | 25,0                          | 21,3                          | 15,4                          | 10,2                          | 5,6                           | 13,6                          |
| Абсолютний мінімум, °C                                   | −6                            | −8,2                          | −4,7                          | −1,4                          | 1,4                           | 4,3                           | 13,8                          | 15,4                          | 7,9                           | 0,4                           | −2,1                          | −5,4                          | −8,2                          |
| Середня кількість сонячних годин на місяць               | 102,1                         | 121,0                         | 149,8                         | 181,6                         | 194,6                         | 149,4                         | 173,5                         | 202,1                         | 162,8                         | 177,1                         | 136,3                         | 116,7                         | 1867,0                        |
| Норма опадів, мм                                         | 68.0                          | 71.5                          | 112.5                         | 116.6                         | 142.5                         | 254.8                         | 277.9                         | 172.0                         | 178.4                         | 73.7                          | 84.8                          | 59.8                          | 1612.3                        |
| Днів з опадами                                           | 11,0                          | 10,1                          | 12,9                          | 11,0                          | 10,7                          | 12,4                          | 11,9                          | 10,4                          | 10,9                          | 7,3                           | 9,7                           | 10,3                          | 128,7                         |
| Днів зі снігом                                           | 6,9                           | 4,3                           | 1,9                           | 0                             | 0                             | 0                             | 0                             | 0                             | 0                             | 0                             | 0,1                           | 3,8                           | 17,1                          |
| Вологість повітря, %                                     | 63                            | 63                            | 65                            | 65                            | 68                            | 74                            | 75                            | 72                            | 73                            | 67                            | 67                            | 64                            | 68                            |
| -------------------------------------------------------- | ----------------------------- | ----------------------------- | ----------------------------- | ----------------------------- | ----------------------------- | ----------------------------- | ----------------------------- | ----------------------------- | ----------------------------- | ----------------------------- | ----------------------------- | ----------------------------- | ----------------------------- |
| Джерело: Метеорологічне управління Японії, Weather Atlas |                               |                               |                               |                               |                               |                               |                               |                               |                               |                               |                               |                               |                               |

## Історія
Фукуока, яка мала вихід до Японського моря і знаходилися по-сусідству з Кореєю і Китаєм, віддавна була важливим центром японсько-китайсько-корейських зв'язків. На межі нашої ери, у період Яйой, територія сучасного міста була густо заселена. Ймовірно в районі Фукуоки існувала одна з перших японських протодержав На, володар якої отримав у 57 році золоту печатку і титул вана.
З 6 століття на теренах Фукуоки знаходилось портове місто На. У 8 — 11 століттях воно слугувало місцем відрядження японських посольств до Китаю і Кореї, та першим портом, що приймав іноземних послів та купців до Японії. Завдяки цьому місто швидко перетворилося на один зі центрів східноазійської торгівлі. З початку 11 століття його стали називали «Хаката».
У 13 столітті Хаката була одним з найбільших населених пунктів Японії. Окрім японців тут мешкали корейці і китайці, які мали власні квартали і храми. Через монгольські навали 1274 і 1281 років Японія припинила дипломатичні та торговельні відносини з материком, що негативно відбилося на розвитку міста. Проте у 15 — 16 століттях, завдяки активній японсько-мінської торгівлі Хаката повернула собі колишню славу японського «вікна в Азію». Місто вважалося одним з трьох найбільших торговельних центрів Японії поряд з Сакаї та Боноцу.
У 1587 році Хаката була спалена відступаючими військами роду Сімадзу під час війни з об'єднувачем Японії Тойотомі Хідейосі. Останній відновив місто того ж року на східному березі річки Нака.

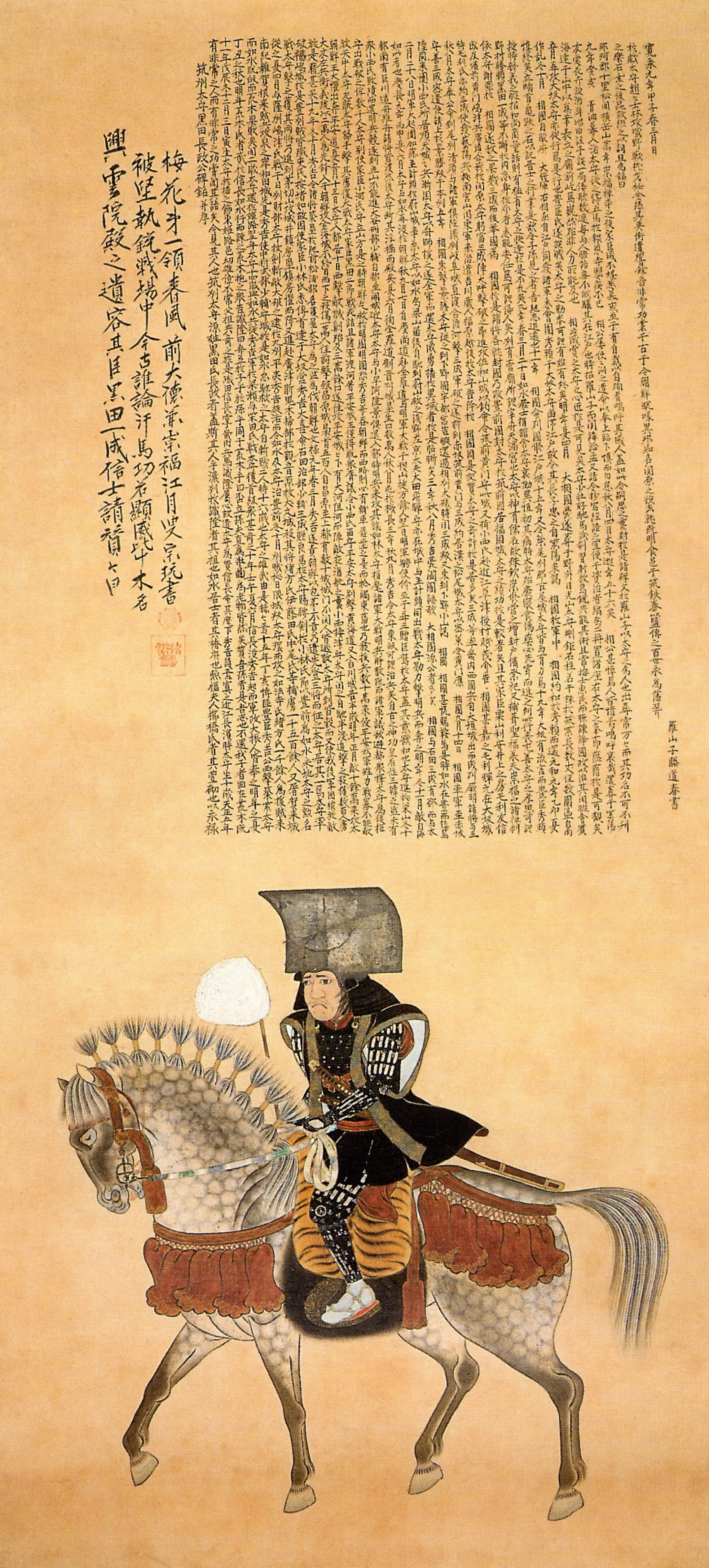
Курода Наґамаса — «хрещений батько» Фукуоки.

У 1601 році землі Хакати дісталися роду Курода і голова цього роду Курода Наґамаса збудував на заході міста замок. Він був названий «Фукуока», за іменем батьківщини пращурів Куроди у провінції Бідзен. Оскільки Хаката стала призамковим містечком замку Фукуока і столицею Фукуока-хану, вона була перейменована у Фукуоку, хоча стара назва «Хаката» залигалася у вжитку до 19 століття.
У 1871 році була заснована префектура Фукуока, а місто колишнє призамкове містечко було поділене на два райони: Фукуока та Хаката. У 1878 році обидва райони об'єднали в один під назвою Фукуока, який у 1889 році отримав статус міста. Втім більшість мешканців міста не бажала відмовлятися від історичної назви Хаката, тому міський вокзал, порт, а також традиційні ремісничі вироби, такі як ляльки чи шовк, залишили за собою ім'я «хакатських».
У 1903 році у Фукоці було засновано Фукуоцький медичний університет, який став основою майбутнього Університету Кюсю, а у 1909–1910 роках запущено перші трамваї. Проте до 1920-х років населення міста поступалося суднім Наґасакі та Кумамото. У 1930-х роках політико-економічна роль Фукуоки різко зросла: вона була перетворена на один з головних центрів промислового району Північного Кюсю і стала штаб-квартирою Відомства управління справами регіону Кюсю. По закінченню Другої світової війни у місті були сконцентровані регіональні представництва центрального уряду, фінансових і комерційних установ, діяльність яких охоплювала територію усього острова Кюсю.
У 1972 році Фукуока була зарахована до міст державного значення Японії і поділена на райони.

## Адміністративний поділ
Фукуока поділяється на 7 районів:
- Хіґасі 東区
- Хаката 博多区
- Тюо 中央区
- Мінамі 南区
- Нісі 西区
- Дзьонан 城南区
- Савара 早良区

## Освіта
- Кюсюський університет

## Засоби масової інформації
- Головна телерадіомовна служба NHK в регіоні Тохоку.

## Транспорт
- Аеропорт Фукуока
- Фукуокський метрополітен

## Персоналії
- Ідегуті Йосуке (нар. 1996) — японський футболіст.
- Акаші Мотоджіро — японський військовик, розвідник.
- Адзуса Ной — японський письменник, що працює в жанрі наукової фантастики та Яой.

## Символи міста

Емблема Фукуоки

Прапор Фукуоки

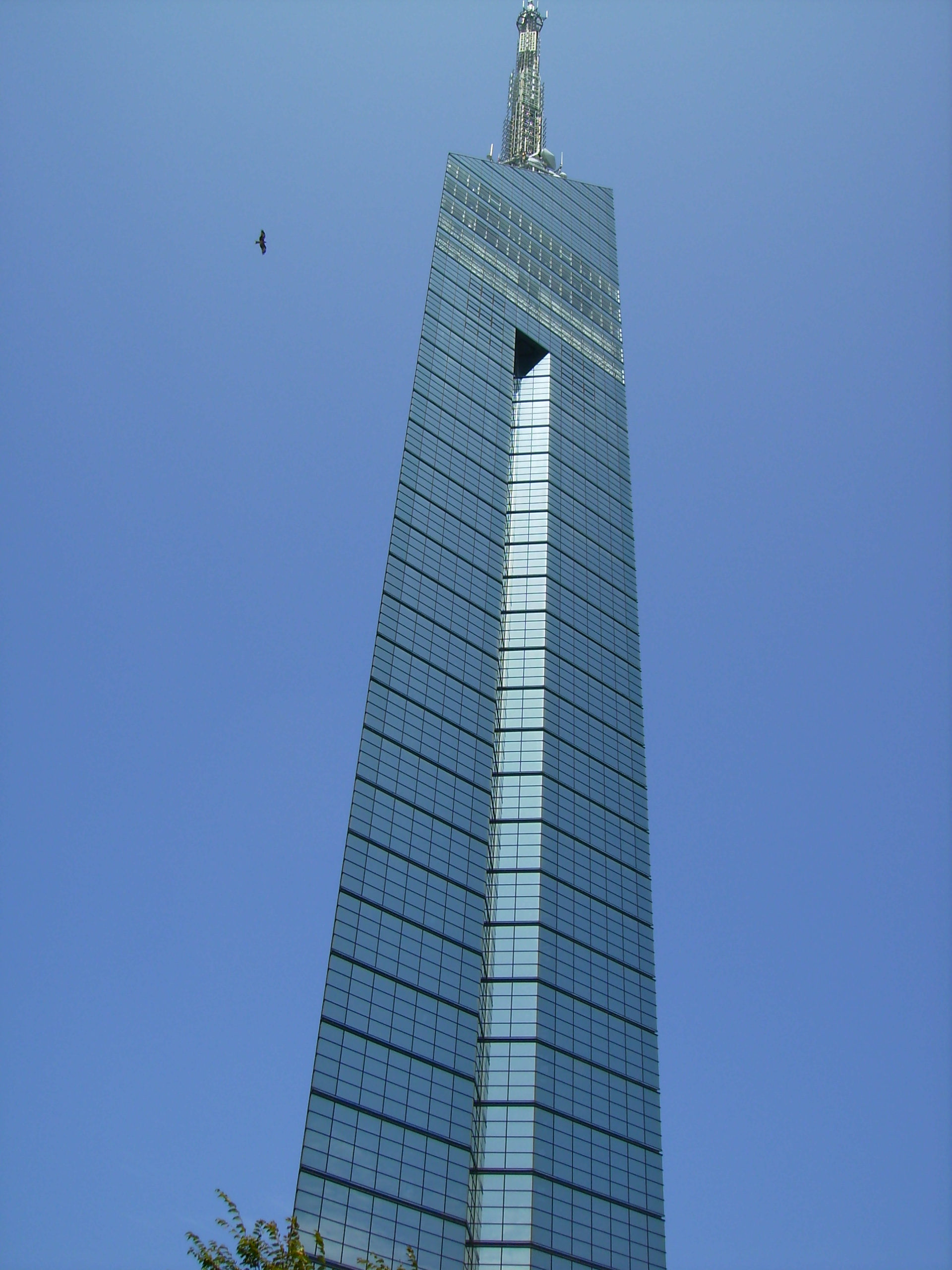
Вежа Фукуока

Емблема Фукуоки — 9 знаків японської силабічної катакани フ («фу»), що поєднані один з одним у формі трипроменевої фігури. Знак «фу» — означає «щастя» і перший склад назви міста. Емблема була затверджена у жовтні 1909 року.
Прапор Фукуоки — полотнище білого кольору, сторони якого співвідносяться як 2 до 3. В центрі полотнища розміщена емблема міста фіолетового кольору.
Вежа Фукуока (яп. 福岡タワ, фукуока тава) — архітектурний символ міста. Її будівництво завершилося 1989 року. Маючи висоту 234 метри є найвищою прибережною вежею Японії.